# Tam The
La Tam The è "l'arte di riscoprire se stessi in armonia con il mondo". Si tratta di un'arte vietnamita originata dal Tai Chi Chuan dell'antica Cina.
Come tipo di ginnastica orientale dalle stesse origini del Kung Fu (in particolare Qwan Ki Do) si esprime in modo esteriore (il corpo) e in modo interiore (l'energia vitale).
Molto praticata in alcuni paesi orientali è considerata fondamentale per l'igiene intima del corpo e della mente.
È arrivata in Occidente attraverso il maestro Pham Xuan Tong e il metodo del Qwan Ki Do o Quán-Khí-Dao.